# Rạn san hô vòng Midway

Rạn san hô vòng Midway

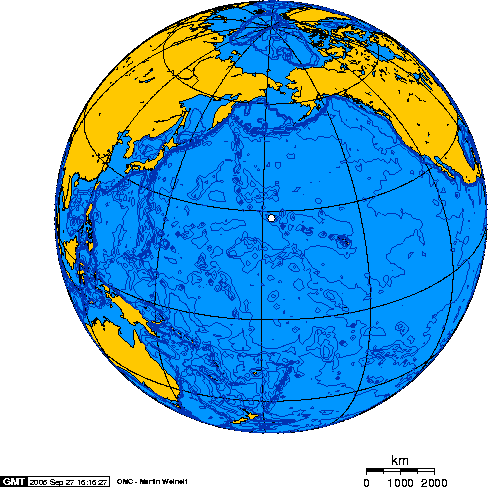
Điểm chiếu trực giao Midway trên địa cầu

Rạn san hô vòng Midway (/ˈmɪdweɪ/; còn gọi là đảo Midway hay quần đảo Midway; tiếng Hawaii: Pihemanu Kauihelani) là một rạn san hô vòng ở Bắc Thái Bình Dương có diện tích 2,4 dặm² (6,2 km²). Như tên gọi của nó (Midway có thể được tạm dịch là "nửa đường"), Midway gần như cách đều Bắc Mỹ và châu Á và cách kinh tuyến đi qua Greenwich, Anh tầm nửa vòng Trái Đất. Đảo nằm gần mũi tây bắc của quần đảo Hawaii, vị trí khoảng 1/3 chặng đường từ Honolulu, Hawaii tới Tokyo, Nhật Bản.
Midway là một lãnh thổ phi tổ chức, chưa hợp nhất của Hoa Kỳ và từng là địa điểm của NAF Midway (một căn cứ quân sự của hải quân Hoa Kỳ). Vì mục đích thống kê, đảo được xếp vào nhóm các tiểu đảo xa của Hoa Kỳ. Midway cách đường đổi ngày quốc tế chưa đến 140 hải lý (259 km, 161 dặm) về phía đông, San Francisco khoảng 2.800 hải lý (5.200 km, 3.200 dặm) về phía tây, và Tokyo 2.200 hải lý (4.100 km, 2.500 dặm) về phía đông. Ở đây có Midway Atoll National Wildlife Refuge (một khu vực dành cho động vật hoang dã) gồm 590.991,50 mẫu (239.165,77 ha) diện tích đất và nước (chủ yếu là nước) bao quanh được quản lý bởi Cục cá và động vật hoang dã Hoa Kỳ (FWS). Có từ 40 đến 60 nhân viên của cục sinh sống tại đảo.
Giai đoạn từ ngày 4 đến 7 tháng 6 năm 1942 đã diễn ra trận Midway, một trong những trận chiến quan trọng nhất của chiến tranh Thái Bình Dương, một phần của chiến tranh thế giới thứ hai. Hải quân Hoa Kỳ đã đánh bại lực lượng hải quân Nhật, tạo nên bước ngoặt cho cuộc chiến ở chiến trường Thái Bình Dương. Các chiến đấu cơ của và hệ thống phòng thủ của  Không lực lục quân Hoa Kỳ (USAAF) ở đảo Midway dù đã bị dù đã bị thiệt hại nặng sau cuộc không kích của người Nhật. Nhưng những máy bay B-17 và B26 Marauder đã cất cánh từ sớm đã tổ chức những đợt không kích vào hạm đội Nhật, dù không gây nên thiệt hại nào nhưng đủ gây khiến đô đốc Nagumo lúng túng và đưa ra quyết định sai lầm khiến cho hạm đội tàu sân bay Nhật bị loại khỏi vòng chiến ngay sau đó.
Vào năm 2013 việc du lịch tới đảo đã không thể thực hiện kể cả qua các công ty du lịch hay với tư cách tình nguyện viên của Cục cá và động vật hoang dã do sự cắt giảm ngân sách của chính phủ Hoa Kỳ năm 2013. Chương trình khách du lịch (rạn san hô được tái mở cửa cho khách tham quan vào tháng 1 năm 2008) đã tổ chức cho 332 du khách năm 2012. Các chuyến đi tập trung vào sinh thái học và lịch sử quân sự của Midway. Kinh tế khu vực phụ thuộc hoàn toàn vào nguồn chính phủ và phí du lịch. Toàn bộ lương thực và hàng hóa được cung cấp từ bên ngoài. Khu động vật và phần lớn diện tích xung quanh là một phần của Khu bảo tồn hải dương quốc gia Papahānaumokuākea (Papahānaumokuākea Marine National Monument).

## Địa lý và địa chất
Rạn san hô vòng Midway là một phần trong chuỗi các đảo núi lửa, rạn san hô vòng và núi ngầm kéo dài từ đảo Hawaii đến mũi quần đảo Aleut. Midway được hình thành khoảng 28 triệu năm trước khi nền lục địa bên dưới đảo nằm ngay trên điểm nóng tương tự mà Đảo Hawaii ngày nay đang được hình thành. Thực tế thì Midway trước đây là một núi lửa có thể lớn bằng đảo Lanai. Khi núi lửa dâng lên làm tràn dòng dung nham tạo đảo, sức nặng của dung nham ép vào thềm đảo và đảo từ từ lún xuống trong khoảng thời gian hàng triệu năm. Khi phần chính của đảo lún xuống, san hô tạo rạn tiếp tục phát triển quanh "cựu núi lửa", giúp giữ cho san hô luôn ở gần mặt biển. Vành san hô hiện nay đạt bề dày khoảng 157 m, cấu thành phần nhiều là từ đá vôi hậu-Miocene với một lớp đá trầm tích thượng Miocene (Kỷ Đệ Tam g) và đá vôi hạ Miocene (Kỷ Đệ Tam e) ở dưới đáy. Phần còn lại ngày nay là một rạn san hô vòng nông khoảng 10 km bề ngang.

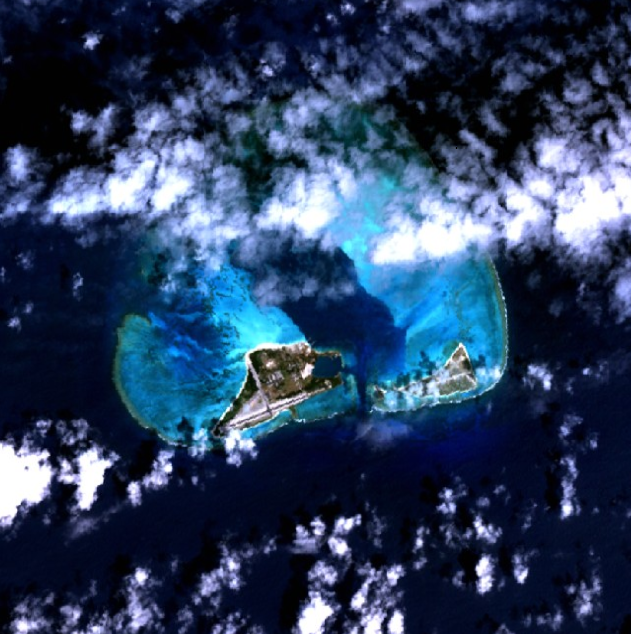
Rạn san hô vòng Midway từ vệ tinh- NASA NLT Landsat 7

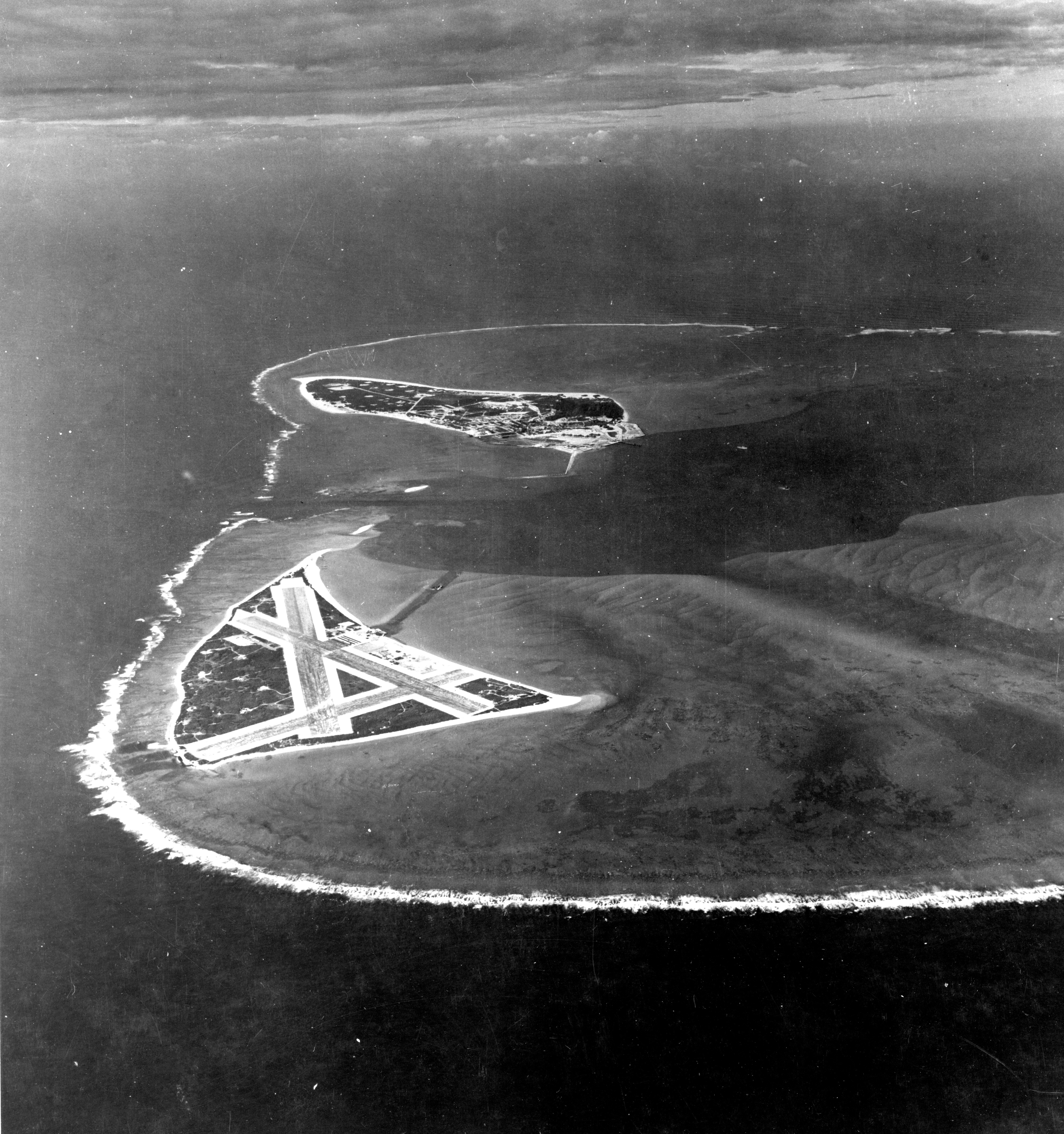
Rạn vòng Midway tháng 11 năm 1941

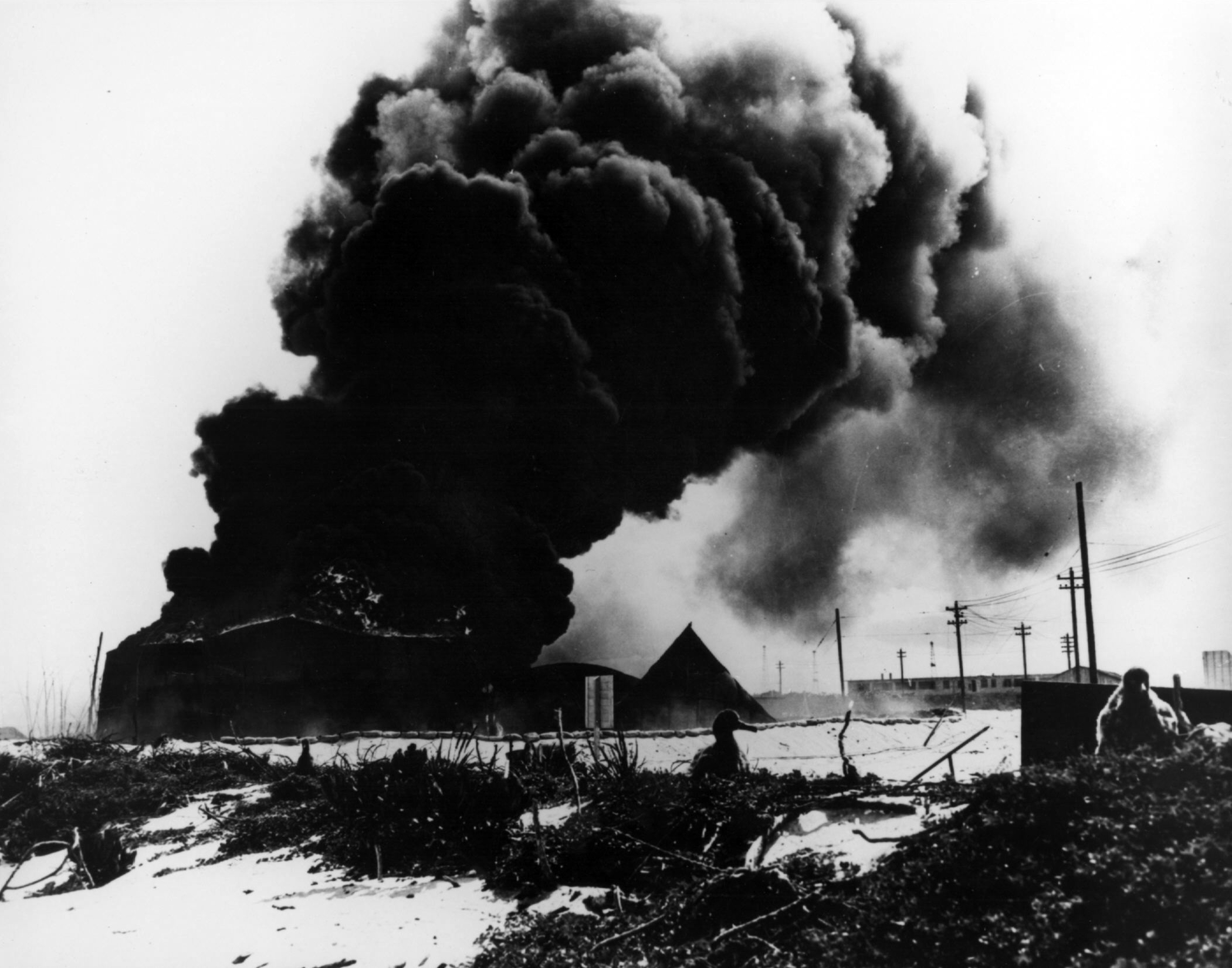
Các thùng dầu đang cháy trên Đảo Cát (Sand Island) trong Trận Midway

Cờ không chính thức của Đảo Midway

Quần đảo Midway đã biến đổi nhiều vì kết quả có sự sinh sống của con người trên đảo. Hệ sinh thái của Midway đang bị thay đổi khởi đầu vào năm 1869 qua một kế hoạch phá nổ các rạn san hô và xây một cầu cảng trên đảo Cát (Sand Island). Chim có gốc từ các đảo khác trong quần đảo Tây Bắc Hawaii như gà nước Laysan và sẻ Laysan được thả nuôi tại Midway. Cây có tên là Ironwood từ Úc được trồng để chắn gió. 75% trong 200 loài cây cỏ trồng trên Midway là du nhập từ bên ngoài vào. Cục Bảo vệ Cá và Hoang dã Hoa Kỳ hiện thời tiếp tục chiều hướng này để du nhập vịt Laysan vào đảo trong cùng lúc đó lại mở rộng nỗ lực chấm dứt những loại sinh vật khác được du nhập trước đây.
Đảo có khoảng 20 dặm (32 km) đường xe, 4,8 dặm (7,8 km) ống dẫn dầu hay khí đốt, một cảng tàu (trên Đảo Cát nhưng không mở cửa cho công chúng dùng), và hai phi đạo (cả hai đều có rải nhựa, khoảng 6.500 ft hay 2.000 mét chiều dài). Trước năm 2004, phi trường Henderson trên rạn vòng Midway đã được chỉ định thành phi trường đổi hướng khẩn cấp cho các máy bay hai động cơ tầm xa bay theo luật ETOPS. Cục Bảo vệ Cá và Hoang dã Hoa Kỳ đã đóng tất cả các hoạt động của các phi trường vào 22 tháng 11 năm 2004. Từ đó, không có cuộc thăm viếng nào của công chúng được cho phép.
Khác với tất cả các đảo khác trong quần đảo Hawaii, Midway dùng múi giờ UTC-11.

## Lịch sử
Quần đảo Midway có lẽ được phát hiện bởi thuyền trưởng người Tây Ban Nha Miguel Zapiaín, người đã nhìn thấy hòn đảo này vào năm 1799 và đặt tên cho chúng là Quần đảo Patrocinio. Midway không có người ở cho đến thế kỷ 19

### Thế kỷ 19

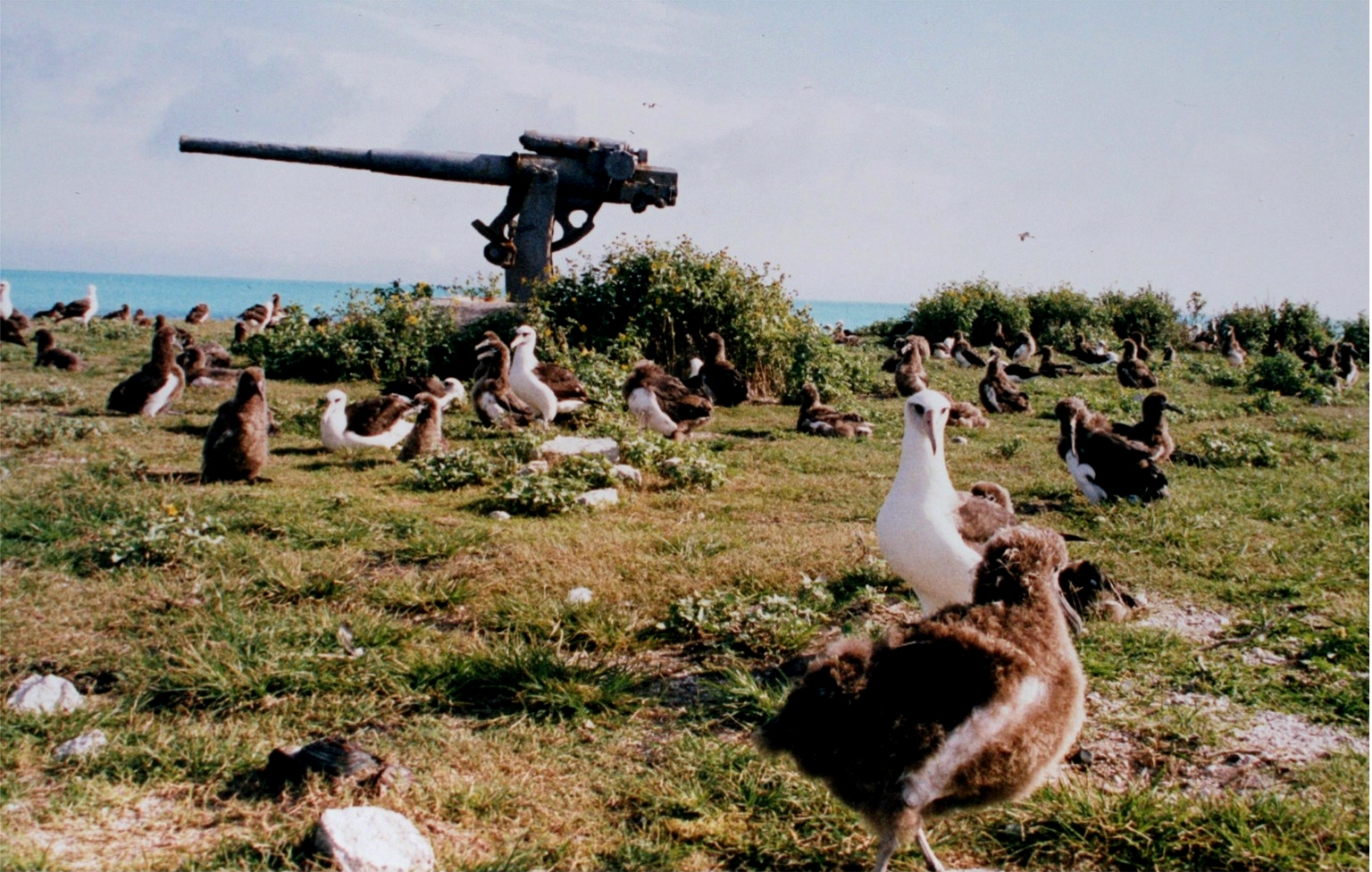
Laysan Albatross ở rạn san hô vòng Midway

Thông thường, mặc dù không phải tất cả các nguồn đều đồng ý, nhưng phát hiện được đưa ra vào ngày 5 tháng 7 năm 1859 bởi thuyền trưởng N. C. Middlebrooks (cũng được gọi là thuyền trưởng Brooks) của tàu săn cá voi Gambia. Quần đảo sau đó được gọi là "Quần đảo Middlebrook" hoặc "Quần đảo Brook". Thuyền trưởng Brooks tuyên bố chủ quyền Midway cho Hoa Kỳ theo Đạo luật đảo phân chim năm 1856, cho phép người Mỹ tạm thời chiếm các đảo không người để lấy phân chim. Vào ngày 28 tháng 8 năm 1867, Thuyền trưởng William Reynolds của tàu chiến USS Lackawanna chính thức chiếm lấy đảo cho Hoa Kỳ và tên đảo được đổi thành "Midway" ít lâu sau đó. Vào ngày 28 tháng 8 năm 1867 Midway trở thành một trong những đảo ngoài khơi đầu tiên bị Chính phủ Hoa Kỳ thôn tính với tên gọi là "Lãnh thổ chưa hợp nhất, Đảo Midway" quản lý bởi Hải quân Hoa Kỳ. Midway là nơi duy nhất trong tất cả các thực thể thuộc Quần đảo Hawaii không trở thành một phần của tiểu bang Hawaii sau này.
Công cuộc định cư đầu tiên ở đảo là vào năm 1871 khi Công ty Tàu thủy và Thư từ Thái Bình Dương khởi đầu một kế hoạch cho nổ và nạo vét luồng tàu xuyên qua dãy đá đến phá, sử dụng tiền quỹ lập lên bởi Quốc hội Hoa Kỳ. Mục đích là để thành lập một trạm dự trử than giữa đại dương để tránh thuế cao bị áp đặt ở các cảng biển kiểm soát bởi người Hawaii. Kế hoạch này chẳng bao lâu thất bại. Tàu USS Saginaw di tản người cuối cùng trong lực lượng lao động của kế hoạch này vào tháng 10 năm 1871 nhưng bị mắc cạn ở rạn san hô vòng Kure làm tất cả bị kẹt trên tàu.

### Đầu thế kỷ 20
Năm 1903, công nhân của Công ty Dây cáp Thương mại Thái Bình Dương lấy chỗ trên đảo để cư ngụ trong lúc đặt đường dây điện báo xuyên Thái Bình Dương. Các công nhân này mang theo một số động thực vật từ xa vào nuôi trồng trên đảo bao gồm chim hoàng yến, mè, thông Đảo Norfolk, ironwood, dừa và nhiều loại cây trái khác, cùng với kiến, gián, mối, rết và nhiều vật khác nữa.
Cuối năm đó, Tổng thống Theodore Roosevelt đặt đảo dưới quyền quản lý của Hải quân Hoa Kỳ, mà vào ngày 20 tháng 1 năm 1903 mở một trạm vô tuyến điện để đáp ứng các phàn nàn từ công nhân của công ty dây cáp về những người gây rối và chiếm dụng bất hợp pháp của Nhật. Năm 1904 - 1908 Roosevelt gởi 21 thủy quân lục chiến Mỹ đến để ngăn chặn những kẻ ngang bướng Nhật hủy hoại đời sống của các loài chim và cũng như giữ an ninh cho các quyền lợi của Hoa Kỳ và trạm dây cáp.
Năm 1935, China Clipper, một tàu bay lớn điều hành bởi Pan American Airlines bắt đầu hoạt động. Tàu bay Clipper cất cánh dưới đảo từ San Francisco đến Trung Hoa, cung cấp đường bay sang trọng và nhanh nhất đến Đông phương và đưa du khách đến Midway cho đến năm 1941. Chỉ những người quá giàu mới đủ khả năng đi trên đường bay này, vé bay cao hơn ba lần lương trung bình hàng năm của một người Mỹ vào thập niên 1930. Vì Midway giữa đường từ Honolulu và Đảo Wake, các tàu bay lớn đáp xuống mặt nước đảo lặng yên và được kéo vào một trạm nổi ngoài khơi. Du khách được đưa qua các xuồng máy nhỏ vào cầu tàu nơi mà họ sau cùng lên xe kéo đến "Khách sạn Pan Am" hay "Gooneyville Lodge".

### Chiến tranh thế giới thứ hai
Vị thế của Midway trong Thái Bình Dương trở nên quan trọng đối với quân sự. Midway là một nơi dừng tiện lợi để tiếp nhiên liệu cho các chuyến bay xuyên Thái Bình Dương. Nó cũng trở nên một điểm dừng quan trọng cho các tàu hải quân. Bắt đầu vào năm 1940 khi căng thẳng với Nhật Bản lên cao, Midway được đánh giá đứng thứ hai sau Trân Châu Cảng có tầm quan trọng trong việc bảo vệ duyên hải phía tây của Hoa Kỳ. Các phi đạo, các điểm đặt súng cối và căn cứ hải phi cơ nhanh chóng được triển khai trên đảo tí hon này. Luồng tàu được khơi thông, và căn cứ hải không quân hoàn thành. Kiến trúc sư Albert Kahn thiết kế các hành dinh quân sự, trung tâm mua bán và vài nhà chứa máy bay và dinh thự khác. Tầm quan trọng của Midway đối với Hoa Kỳ được minh chứng vào ngày 7 tháng 12 năm 1941 bằng cuộc tấn công của Nhật vào Trân Châu Cảng. Sáu tháng sau đó vào ngày 4 tháng 6 năm 1942, một trận hải chiến gần Midway xảy ra với kết cuộc là Hải quân Hoa Kỳ chiến thắng và Nhật Bản bại trận thảm hại. Trận chiến Midway theo nhiều nguồn xác nhận là khởi đầu của sự chấm dứt kiểm soát Thái Bình Dương của Hải quân Hoàng gia Nhật.

### Chiến tranh Triều Tiên và Việt Nam
Từ 1 tháng 8 năm 1941 đến 1945 các lực lượng quân sự Mỹ đóng trên đảo. Năm 1950, Hải quân Hoa Kỳ tháo bỏ căn cứ Hải không quân Midway, và chỉ mở lại để tiếp tế cho Chiến tranh Triều Tiên. Hàng ngàn quân nhân trên tàu và phi cơ đã dừng lại ở Midway để tiếp nhiên liệu và sửa chữa khẩn cấp.
Từ năm 1968 đến 10 tháng 9 năm 1993 Đảo Midway là cơ sở tiện nghi của lực lượng không quân của Hải quân Hoa Kỳ. Suốt thời Chiến tranh Lạnh, Hoa Kỳ đã thiết lập một trạm theo dõi dưới nước bí mật ở Midway trong cố gắng theo dõi các tàu ngầm của Liên Xô. Các thiết bị nhạy cảm này có thể bắt được tiếng cá voi hàng dặm và phương tiện này vẫn là tối mật cho đến khi nó bị tháo dỡ vào cuối Chiến tranh Lạnh.
Với khoảng 3.500 người sống trên Đảo Cát (Sand Island), Midway cũng được dùng để tiếp tế quân đội Hoa Kỳ trong Chiến tranh Việt Nam. Năm 1969, Tổng thống Richard Nixon có một cuộc họp mật với Tổng thống Việt Nam Cộng hòa Nguyễn Văn Thiệu ở "Midway House".

### Dân sự cai quản
Năm 1978, Hải quân Hoa Kỳ xuống cấp Midway từ căn cứ không hải quân thành một cơ sở phương tiện không hải quân và số nhiều các nhân sự và thân nhân bắt đầu rời đảo. Với xung đột Việt Nam đã qua, và với việc ra đời của các tàu ngầm nguyên tử và tàu ngầm thám thính, tầm quan trọng của Midway đến an ninh quốc gia không còn nữa. Các cơ sở tiện nghi thời Chiến tranh thế giới thứ hai ở Đảo Cát và Đông Đảo được ghi vào danh sách các khu di tích lịch sử quốc gia vào ngày 28 tháng 5 năm 1987.
Midway được chỉ định là một Vùng Bảo vệ Hoang dã Quốc gia vào ngày 22 tháng 4 năm 1988 trong lúc vẫn còn đang trong quyền pháp lý chủ yếu của Hải quân Hoa Kỳ. Như là một phần trong tiến trình đóng cửa căn cứ, cơ sở phương tiện hải quân trên Midway được đóng từ 10 tháng 9 năm 1993 và Hải quân Hoa Kỳ đảm nhận trách nhiệm dọn dẹp những ô nhiễm môi trường xung quanh.

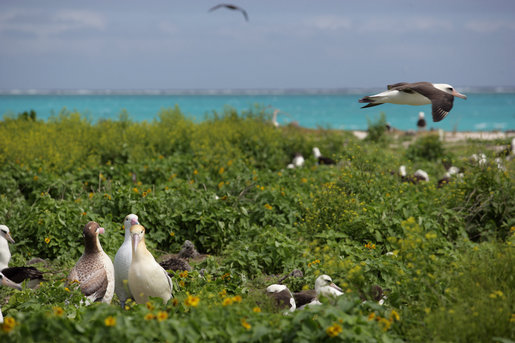
Chim hải âu lớn ở Đảo Midway

Vào 31 tháng 10 năm 1996, Tổng thống Bill Clinton ký sắt lệnh 13022 chuyển giao quyền pháp lý và điều hành đảo cho Bộ Nội vụ Hoa Kỳ. Cục Bảo vệ Cá và Hoang dã Hoa Kỳ nhận trách nhiệm điều hành Vùng Bảo vệ Hoang dã Quốc gia Rạn san hô vòng Midway. Quân nhân cuối cùng của Hải quân Hoa Kỳ rời đảo vào ngày 30 tháng 6 năm 1997 sau khi đã hoàn thành chương trình dọn dẹp môi trường.
Ngày 15 tháng 6 năm 2006, Tổng thống George W. Bush ra quyết định biến Quần đảo Tây Bắc Hawaii thành một khu bảo vệ hải dương ("Tượng đài Quốc gia"), bao phủ một diện tích khoảng 362.074 km², trong đó có 13.411 km² vùng rạn san hô. Khu bảo vệ hải dương này cũng bao gồm Khu Bảo tồn Quần đảo Hawaii được thiết lập bởi Tổng thống Theodore Roosevelt năm 1909.